# Einar Trotzig
Einar Gustaf Adolf Trotzig, född 6 november 1890 i Tönnersjö socken, död 5 januari 1973 i Linköping, var en svensk fröexpert.
Einar Trotzig var son till kyrkoherden Carl Johan Johansson och Emilia Wilhelmina Trotzig samt systerson till Karl Trotzig. Efter läroverksstudier och jordbrukspraktik genomgick han Ultuna lantbruksinstitut 1914–1916 och studerade senare, delvis med statsstipendium, i Tyskland, Schweiz, Holland, England och Danmark. Han var 1916–1924 assistent vid frökontrollanstalten i Gävle och ledare för fältförsöksverksamheten i Gävleborgs läns samt var från 1924 direktör för frökontrollanstalten i Linköping med Östergötland, Småland och Öland som arbetsområde. Som fackman på fröområdet var Trotzig kommissarie och prisdomare vid alla riksfröutställningar från 1925. Han blev sekreterare i Östergötlands fröodlareförening 1925, styrelseledamot i Sveriges fröodlareförbund 1932 och Sveriges oljeväxtodlares centralförening 1943 samt ledamot av Sveriges centrala fröförråd 1933. Från 1943 var han redaktör för tidningen Jordbrukaren och från 1932 medredaktör för Sveriges frötidning. Trotzig publicerade vetenskapliga och populära arbeten rörande växtodling samt utsädet och dess behandling. 1946 invaldes han i Lantbruksakademien.